# Bjodo-in
Byōdō-in (平等院, tempelj enakosti) je budistični tempelj v mestu Udži v prefekturi Kjoto na Japonskem, zgrajen v poznem obdobju Heian. Je skupen s templjema sekt Džōdo-šū (Čista dežela) in Tendai-šū.

## Zgodovina
Ta tempelj je bil prvotno zgrajen leta 998 v obdobju Heian kot podeželska vila visokega dvorjana Minamota no Šigenobuja, ministra leve. Po njegovi smrti je eden najvplivnejših članov klana Fudživara, Fudživara no Mičinaga, kupil posest od dvorjanove vdove. Vilo je leta 1052 spremenil v budistični tempelj njegov sin Fudživara no Jorimiči. Stavbe templja Bjodo-in in kipi Bude so eden od svetovnih znamenitosti Japonske in imajo približno 1000-letno zgodovino. V vzhodnoazijskem budizmu obstajajo tri dobe budizma, ki so tri časovne razdelitve po Budovi smrti. Mappo, ki se prevaja tudi kot doba propada Dharme, je degenerirana tretja doba budizma, znana tudi kot zadnji dan zakona. Splošno prepričanje je bilo, da je leto 1052 prvo leto začetka konca sveta. Ta teorija je osvojila srca mnogih aristokratov in menihov, zaradi česar so ljudje postali bolj pobožni v budizmu in verjeli v ideologijo budistične čiste dežele. Naslednje leto je bila dokončana dvorana Amida-do (Feniksova dvorana), v notranjosti katere stoji 2,4 metra visok kip Bude Amida, ki ga je ustvaril Džōčō (定朝; umrl 1057 n. št.), za katerega se trdi, da je bil najboljši budistični kipar v obdobju Heian.
Masašige Kusunoki, samurajski bojevnik, ki se je boril proti vojski klana Ašikaga, je leta 1336 zanetil požar okoli templja Bjodo-in, zaradi česar so bile številne tempeljske stavbe požgane, le nekaj jih je preživelo.
Tempelj Bjodo-in se je med obdobjem Kamakura postopoma razširil v ogromen tempeljski kompleks, kjer so odprli tempelj Džodo-in zaradi prenove templja Bjodo-in leta 1496; dvorana Rakan-do je bila ustanovljena leta 1640; tempelj Saišo-in je bil ustanovljen leta 1654.
Leta 1670 je bila izvedena obsežna prenova dvorane Amida-do (Feniksova dvorana), med katero so zamenjali vhodna vrata. Dva podtemplja, tempelj Džodo-in, ki pripada sekti Džodo in tempelj Saišo-in, ki pripada sekti Tendai, sta začela sodelovati in si zelo prizadevala ohraniti delovanje templja Bjodo-in. Leta 1698 je Udži opustošil velik požar in tempelj Bjodo-in je bil močno poškodovan. Stene in vrata Feniksove dvorane so bili po tem incidentu uničeni. Vendar pa je zaradi propadanja templja volja ljudi za ohranitev in obnovo Feniksove dvorane postala navdušujoča.
V obdobju Meidži (1868–1912) in obdobju Šova (1926–1989) je bila izvedena obsežna prenova Feniksove dvorane. Dvorana in kip Bude Amida sta bila leta 1951 določena kot nacionalna zaklada, ta dvorana pa je bila izbrana tudi za motiv za sprednjo stran kovanca za 10 jenov. Nato so bili tempeljski zvon, bodhisatva na oblakih, ki moli, baldahin, slike na vratih in stenah dvorane Čo-do v Feniksovi dvorani označeni kot nacionalni zakladi.
Tempelj Bjodo-in je bil leta 1994 uvrščen na Unescov seznam svetovne dediščine kot eden od zgodovinskih spomenikov starodavnega Kjota. Obsežna prenova vrta, baldahina kipa Amide Bude in splošnega videza Feniksove dvorane se nadaljuje v obdobju Heisei (1989 –2019) do danes.
Najbolj znana stavba v templju je Feniksova dvorana (鳳凰堂, Hōō-dō) ali dvorana Amida, zgrajena leta 1053. To je edina preostala prvotna stavba, obdana s slikovitim ribnikom; dodatne stavbe, ki so sestavljale kompleks, so bile požgane med državljansko vojno leta 1336.

## Tempeljski kompleks

### Feniksova dvorana
Glavna stavba v Bjōdō-inu, Feniksova dvorana, je sestavljena iz osrednje dvorane, obdane z dvojnimi krilnimi hodniki na obeh straneh in zadnjega hodnika. V osrednji dvorani je podoba Amide Bude. Streha dvorane prikazuje kipe kitajskega feniksa (kitajsko Fènghuáng  – mitološka ptica), ki se v japonščini imenuje hōō. Stavba velja za skoraj edini preostali primer iz obdobja regenta Fudživara, ki velja tudi za eno najpomembnejših kulturnih dobrin Japonske.
Feniksova dvorana, dokončana leta 1053, je primer dvoran Fudživara Amida. Sestavljena je iz glavne pravokotne strukture, ki jo obkrožata dva krilna hodnika v obliki črke L in zadnji hodnik, postavljen na robu velikega umetnega ribnika. Čeprav je njeno uradno ime Amida-dō, so jo začeli imenovati Hōō-dō ali Feniksova dvorana na začetku obdobja Edo. Menijo, da to ime izhaja iz podobnosti stavbe s feniksom z razprostrtimi krili in repom ter para feniksov, ki krasita streho.
Znotraj Feniksove dvorane je na visoki ploščadi nameščena ena podoba Amide (ok. 1053). Skulptura Amida je izdelana iz japonske paciprese (Chamaecyparis obtusa) in je prekrita z zlatimi lističi. Izdelal ga je Džōčō, ki je vzpostavil nov kanon proporcev in novo tehniko, josegi, pri kateri je več kosov lesa izrezljanih kot školjke in spojenih od znotraj. Kip je visok približno tri metre od obraza do kolen. Sedi v meditativnem položaju z rahlo zgrbljenim hrbtom, njegovo telo je sproščeno brez napetosti. Njegova gesta z roko se imenuje Inso, obe roki sta položeni v naročje, dlani so obrnjene navzgor, palci in kazalci tvorijo krog. Ta gesta je različica Dhyana Mudre (Meditacijska mudre), ki nakazuje koncentracijo dobrega zakona. Urna, ki je bela pika na njegovem čelu med očmi, je tretje oko Amide Bude, simbol prebujanja in sposobnosti videti trpljenje vseh bitij. Spokojen nasmeh kipa predstavlja plemenitost Bude po doseganju razsvetljenja. S skladno in nežno mimiko gleda rahlo navzdol, kar kaže na stanje meditacije, pa tudi na občutek usmiljene milosti do občinstva. Njegovi lasje so kratki in skodrani, skupaj z ušnišo, ki je koničast zgornji vozel na sredini glave.
Na stenah dvorane so majhni reliefi nebesnikov, za katere se verjame, da so spremljali Amido, ko se je spustil iz zahodnega raja, da bi zbral duše vernikov v trenutku smrti in jih prepeljal v lotosovih cvetovih v raj. Slike Raigō (来迎, pristop dobrodošlice) na lesenih vratih Feniksove dvorane, ki prikazujejo sestop Bude Amide, so zgodnji primer japonskega sloga slikarstva Jamato-e in vsebujejo prikaze pokrajine okoli Kjota.
Pred stavbo je vrt Džōdo-šiki z ribnikom, ki je bil leta 1997 izkopan v okviru arheoloških izkopavanj. Ker je tempelj obrnjen proti vzhodu, nakazuje, da mora občinstvo prečkati ribnik Adži-ike pred Feniksovo dvorano, da bi doseglo budistično čisto deželo. Vrtovi so nacionalno označeno zgodovinsko mesto in kraj slikovite lepote.

### Dvorana Kannon-do
Dvorana Kannon-do je pomembna kulturna dobrina, ustanovljena na mestu nekdanje glavne dvorane okoli leta 1230 v zgodnjem obdobju Kamakura. Struktura dvorane je preprosta in sledi klasični zasnovi iz obdobja Tenpjo (710-794), ima dve različni obliki upognjenih podpor za podporo strehe. Trenutno je v fazi prenove in ni odprta za javnost.
Japonska obeležuje dolgoživost in kulturni pomen stavbe z njeno podobo na kovancu za 10 jenov, bankovec za 10.000 jenov pa prikazuje podobo feniksa. Decembra 1994 je UNESCO stavbo uvrstil na seznam svetovne dediščine kot del zgodovinskih spomenikov starodavnega Kjota. Feniksova dvorana, veliki kip Amide v njej in številni drugi predmeti v Bjōdō-inu so nacionalni zakladi. Polovična replika templja je bila dokončana 7. junija 1968 v Dolini templjev (O'ahu, Havaji). Japonska pošta je izdala tri poštne znamke, ki prikazujejo Feniksovo dvorano, od katerih je vsaka predplačevala takratno poštno ceno za tuja pisma: 19501950, 24 jenov 1957 in 30 jenov 1959. Znamke so bile izdelane z drago metodo graviranja, kar kaže na spoštovanje dvorane.

### Jorin-an šoin rezidenca
Je rezidenca in eden od podtempljev v okrožju. Streha, zgrajena v zgodnjem obdobju Edo (okoli 17. stoletja), je slamnata z lubjem japonske paciprese, za katero so verjeli, da materiali, uporabljeni za gradnjo, izvirajo iz ostankov gradu Momojama. Notranje stenske poslikave so bila dela umetnikov, ki so pripadali studiu, ki ga je vodil Sansecu Kano, medtem ko naj bi vrt zasnoval Sansai Hosokava.

### Muzej Hošokan
Ker je nekdanji tempeljski muzej, ki so ga odprli leta 1965, postal zastarel, so 1. marca 2001 odprli inovativen muzej tretje generacije, ki se imenuje muzej Hošokan. Ta muzej je dosegel znatno izboljšano okolje za shranjevanje in razstavljanje nacionalnih zakladov iz templja Bjodo-in, vključno s tempeljskim zvonom, 26 kipi bodhisatve, ki moli na oblakih, in parom feniksov s strehe Feniksove dvorane. To je prvi celovit muzej, ki ga vodi verska organizacija. Večina muzejskih stavb je skritih pod zemljo, tako da se zunanja podoba muzeja zlije s Feniksovo dvorano in drugimi stavbnimi kompleksi v templju. Notranjost muzeja je zaradi svoje zasnove deležna dovolj naravne sončne svetlobe, pa tudi umetne osvetlitve, da so razstavne dvorane svetle in udobne za občinstvo.
Vstop na območje kompleksa stane 600 jenov za odrasle in vključuje dostop do vrtov in muzeja. Vstopnica v Feniksova dvorana, ki je bila na novo obnovljena marca 2014, stane dodatnih 300 jenov in jo je mogoče kupiti blizu vrat. Tura poteka v japonščini, vendar je na voljo angleški papirni vodnik.

### Bjodo-in čajni salon Toka
Obstaja čajni salon za poskus pristnega zelenega čaja Udži v predelu templja Bjodo-in. Uporabljajo se listi čaja, nabrani na čajnih poljih v mestu Udži ali na sosednjih kmetijah. Certificirani japonski inštruktorji čaja obiskovalcem nudijo čaj z najboljšo nego in znanjem. Salon je odprt od ponedeljka do nedelje, zaprt pa v torek od 10.00 do 16.30. Zadnje naročilo je ob 16.00.

## Galerija
- Na tej fotografiji Feniksove dvorane je vidna glava kipa Džōčō iz Amitābhe.
- Leva stran Feniksove dvorane
- Vrt pred Feniksovo dvorano.
- Kannon-do
- Omotemon, glavna vrata..
- (video) Turisti na sončen dan hodijo v Feniksovo dvorano